# Jacques Stern
Jacques Stern (21 de agosto de 1949) é um criptógrafo francês.

## Carreira
Professor da Escola Normal Superior de Paris, onde é diretor do Laboratório de Ciência da Computação. Recebeu em 2006 a Medalha de Ouro CNRS. Seu trabalho atual inclui a criptoanálise de numerosos esquemas de criptografia e assinatura, o projeto do algoritmo de assinatura Pointcheval–Stern, o criptossistema Naccache–Stern e o criptossistema mochila Naccache–Stern, os ciframentos por blocos CS-Cipher, DFC e xmx.
Recentemente uma quebra total do criptosistema SFLASH foi descoberta por Jacques Stern.

## Condecorações e honrarias
- Cavaleiro da Legião de Honra
- Medalha de Prata CNRS 2005[3]
- Fellow da International Association for Cryptologic Research (IACR) 2005
- Medalha de Ouro CNRS 2006

## Publicações
- La Science du secret, Éd.Odile Jacob, 1998, 203 p. ISBN 978-2738105332.
- Fondements mathématiques de l'informatique, Éd. Dunod, 2000, 318 p. ISBN 978-2840740650.
- Sous la direction de S. Grigorieff, K. McAloon, J. Stern, Théorie des ensembles : séminaire GMS, (Exposés présentés au Séminaire de théorie des ensembles de l'Université Paris VII pendant les années 1976-1977 et 1977-1978), U.E.R. de mathématiques, Université Paris VII, 1979, 228 p.